# Solenangis grahamii
Solenangis grahamii är en orkidéart som beskrevs av Rod Rice. Solenangis grahamii ingår i släktet Solenangis och familjen orkidéer.
Artens utbredningsområde är Kenya. Inga underarter finns listade i Catalogue of Life.